# Tachina stackelbergi
Tachina stackelbergi là một loài ruồi trong họ Tachinidae.